# Denominação de Origem Controlada
Denominação de Origem Controlada (DOC) är ett portugisiskt system för skyddade ursprungsbeteckningar av vin.